# Ecnomus laensis
Ecnomus laensis là một loài Trichoptera trong họ Ecnomidae. Chúng phân bố ở miền Australasia.